# Gèrmia de Galàcia
Gèrmia (en llatí Germia) era una ciutat de Galàcia entre Pessinus i Ancyra. Claudi Ptolemeu l'esmenta com a colònia romana, cosa que és confirmada per algunes monedes (Colonia Julia Augusta Felix Germa). Probablement va ser colònia en temps de Vespasià, o dels seus successors.
Al segle vi va ser la seu d'un bisbe de la Galatia Salutaris o Galatia Secunda sufragani de Pessinus, i vers el 650 va quedar sota la dependència directa de Constantinoble (arxidiòcesi autocèfala) situació que encara conservava el segle xi i probablement va continuar. En temps de l'emperador romà d'Orient Justinià I es va dir Myriangeli per ser les seves esglésies principals dedicades a Sant Miguel i els sants Angels. Justinià la va visitar l'any 556. Després es va dir Gèrmia.
El 1260 va esdevenir seu metropolitana autocèfala i encara es mencionava sota Andrònic III (1328-1341) però després va desaparèixer. Va passar als turcs i sota els otomans es va dir Yerma formant part de la wilaya d'Ankara. En l'actualitat es troba a la província d'Eskişehir.